# 물냉이
물냉이(학명: Nasturtium officinale 나스투르티움 오피키날레[*])는 배추과의 여러해살이풀이다. 4~7월에 흰 꽃이 원뿔모양꽃차례를 이루며 달린다. 논이나 일년 내내 물이 있는 얕은 도랑, 또는 늪지에서 살며, 유럽을 비롯한 전세계 등지에서 저절로 자라거나 재배한다.

## 분포
남아시아, 중앙아시아, 서남아시아, 캅카스, 유럽, 마카로네시아, 북아프리카 지역이 원산지이다. 깨끗한 물에서 자란다.

## 특징
진흙 위에 낮게 자라며, 키는 30~90cm로 줄기가 물에 잠기거나 부분적으로 물 위에 뜬다. 잎은 어긋나고 홀수깃모양겹잎이다. 소엽(겹잎을 이루는 작은 잎)은 3~9개로 가장자리가 밋밋하거나 물결 모양이고 끝에 달린 것이 가장 크며 옆에 달린 것은 1∼4쌍이다. 꽃의 지름은 5mm이고, 꽃받침갈래조각은 2.5~3mm이다. 꽃 길이는 4~5mm이며 수술은 6개이고 암술은 1개이다. 열매는 장각과로 긴 타원형이고 길이는 0.1~2.7cm이며 너비는 2mm이다. 활 모양으로 굽으며 종자 이열로 배열한다. 둥근 씨는 다갈색이며 그물 무늬를 하고 있다. 녹색 원줄기는 털이 없고 속이 비어 있으며 밑 부분은 옆으로 기면서 마디에서 뿌리가 내린다.

## 같이 보기
- 큰다닥냉이
- 채소 목록